# استپان زاکاریان
استپان هراچیکی زاکاریان (ارمنی: Ստեփան Հրաչիկի Զաքարյան؛ زادهٔ ۱۸ ژوئیهٔ ۱۹۵۷)، یک سیاستمدار و نویسنده اهل ارمنستان است که از تاریخ ۱۹۹۹ تا تاریخ ۲۰۰۷ نماینده دوره‌های دوم و سوم مجلس ملی جمهوری ارمنستان بود وی از ژوئن ۲۰۱۲ نایب رئیس هیئت مدیره رادیو و تلویزیون دولتی ارمنستان می‌باشد.

## زندگی‌نامه
در ۱۸ ژوئیهٔ ۱۹۵۷ در ایروان به دنیا آمد و از دانشگاه دولتی علوم پرورشی خاچاطور آبوویان ارمنستان فارغ‌التحصیل شد. زاکاریان عضو اتحادیه نویسندگان ارمنستان نیز می‌باشد. وی جوایزی همچنین برنده مدال موسس خورناتسی شده‌است. وی متأهل و صاحب چهار فرزند می‌باشد.